# Гуро, Жаклин
Жакли́н Гуро́ (фр. Jacqueline Gourault; род. 20 ноября 1950, Монтуар-сюр-ле-Луар) — французский политический и государственный деятель, член Конституционного совета (с 2022).
Министр при министре внутренних дел (2017—2018), министр развития территорий и связей с территориальными сообществами Франции (2018—2022).

## Биография
Жаклин Гуро родилась 20 ноября 1950 года во французском департаменте Луар и Шер.
В прошлом — преподаватель курса истории-географии, принятого во французских коллежах.

### Политическая карьера
Пришла в политику в 1974 году, приняв участие в президентской кампании Жискар д’Эстена. В 1993 году добилась отмены переизбрания в Национальное собрание социалиста Жака Ланга, который в результате лишился депутатского мандата.
В 1983 году избрана в муниципальный совет Ля Шоссе-Сен-Виктор (департамент Луар и Шер), с 1989 по 2014 год являлась мэром этого города. С 1992 по 2001 год — депутат регионального совета Центр — Долина Луары, с 2001 по 2008 год — председатель сообщества агломерации Блуа.
В 2001 году вошла в Сенат Франции.
Являясь верной соратницей Франсуа Байру, Гуро заняла должность заместителя председателя Союза за французскую демократию.
В 2013 году выступала против легализации однополых браков во Франции, заявив на радиостанции департамента Луар и Шер Radio Plus FM, что более целесообразно было бы доработать закон о гражданских союзах. В том выступлении она назвала брак историческим наследием, который должен и впредь сохранять символическую сущность.
1 октября 2014 года вместе с социалисткой Франсуазой Картрон и представительницей Союза за народное движение Изабель Дебре избрана заместителем председателя Сената Жерара Ларше — тогда впервые в истории Франции сразу три женщины заняли эти должности.

### Работа во втором правительстве Филиппа
21 июня 2017 года назначена министром при министре внутренних дел во втором правительстве Эдуара Филиппа.
24 сентября 2017 года в первом туре голосования переизбрана в Сенат Франции от департамента Луар и Шер в качестве кандидата президентской партии Вперёд, Республика! при поддержке Демократического движения.
12 декабря 2017 года премьер-министр Филипп объявил о возложении на Гуро обязанностей по курированию в правительстве вопросов политики в отношении Корсики после победы на местных выборах националистов.
16 октября 2018 года в результате серии перестановок во втором правительстве Филиппа получила портфель министра развития территорий.
24 февраля 2019 года заявила в интервью Le Journal du Dimanche, что 53 % французов, которые сейчас не платят подоходный налог, всё же должны его платить в соответствии со своими доходами, даже самыми скромными — пусть даже символически, в размере 1 евро. По её словам, современная налоговая система Франции накладывает основное фискальное бремя на средний класс, но уплата налогов — обязанность каждого гражданина. При этом она допустила установление новой ставки налога — на сверхвысокие доходы (к моменту выступления Гуро максимальной была ставка 45 % на доход свыше 153 783 евро).

### Работа в правительстве Кастекса
6 июля 2020 года получила портфель министра сплочения территорий и связей с местными властями при формировании правительства Кастекса.
5 марта 2022 года ввиду назначения в Конституционный совет Франции, и её сменил госсекретарь Жоель Жиро.

### В Конституционном совете
14 марта 2022 года приступила к работе в Конституционном совете Франции.